# اوری‌بیاد
اوری‌بیاد (Euribyades) فرمانده کل نیروی دریایی یونان در جنگ ترموپیل بود. او از اهالی اسپارت بود.